# Troada
Troada (starogrško Τρωάδα, latinizirano: Troáda) ali Troas (starogrško Τρωάς, latinizirano: Troás) je zgodovinsko ime polotoka Bigas (turško Biga Yarımadası) v severozahodni Anatoliji, Turčija. Polotok spada v turško provinco  Çanakkale. Na severozahodu  meji na Dardanele, na zahodu na Egejsko morje, na vzhodu pa ga gorski masiv Ida ločuje od ostale Anatolije. Na Troadi sta dve večji reki Skamander (Karamenderes) in Simois. 
Gorovje  Ida je Homer imenoval starogrško πολυπίδαξ (Polipidaks, “mnogo studencev”), ker na njej izvira več rek, med njimi Resos, Heptaporos, Karesos, Rodios, Grenikos (Granikos), Aesepos, Skamandros in Simoeis. Reke so imeli Grki za vir življenja in zato svete in jih upodabljali na svojih kovancih. 
Na Troadi je bila slavna Troja (Ilios), znana predvsem iz Homerjeve Iliade.

## Zgodovina
Ime Troada izhaja iz njenega hetitskega imena Taruiša. Večina hetitologov s tem ni strinjala do leta 1983, ko so odkrili, da dva že znana fragmenta izvirata iz iste glinaste tablice in Taruišo in Vilušo (Troja) pravilno umeščata v severozahodno Anatolijo. 
Hetitska besedila omenjajo številne ahijavanske pohode na Vilušo v 13. stoletju pr. n. št., ki so privedli do odstavitve kralja Valmuja. Arheološke raziskave, ki jih je v 1970. letih vodil John Bintliff, so dokazale, da je bilo v starem veku v severozahodni Anaroliji močno kraljestvo s prestolnico Viluša (Troja).
V arhaičnem in klasičnem grškem obdobju so na Troadi cvetela številna grška naselja. Nekatera so kovala svoj denar.
V ahemenidskem obdobju je bila regija do osvojitve Aleksandra Velikega del perzijske satrapije (province) Hepespontska Frigija. Po Aleksandrovi smrti je pripadla Selevkidskemu cesarstvu in zatem rimskemu zavezniku Pergamonu (turško Bergama). Po smrti kralja Atala leta 133 pr. n. št. je pripadla Rimski republiki.  
V rimskem obdobju je Troada sprva spadala v rimsko provinco Azija, kasneje pa v manjšo mizijsko provinco Helespont. Bila je dovolj pomembna, da je imela svojega pomožnega škofa.
V Bizantinskem cesarstvu je bila vključena v temo Egejski otoki.
V Osmanskem cesarstvu je bila Troada del sandžaka Biga.

## Nova zaveza
Apostola Pavel in Silas sta na poti iz Galatije v Makedonijo najprej obiskala Troado. Pavel je omenil Troado tudi med spraševanjem svojega sodelavca Timoteja iz Efeza, naj prinese plašč, ki ga je pustil v okoli 500 kilometrov oddaljenem Efezu.  V Dejanjih apostolov 16 in 20 je zgodba nekoliko drugačna in kaže, da se je na poti skozi Troado Pavlu pridružil apostol Luka.

## Vir
- Trevor R. Bryce. Chapter 14, "The Trojan War: Myth or Reality". V The Kingdom of the Hittites. Oxford: Clarendon Press, 1998. ISBN 0-19-924010-8.